# National Gallery (pel·lícula)
National Gallery és una pel·lícula documental de coproducció entre França, Estats Units i Regne Unit del 2014 dirigida per Frederick Wiseman. A l'estil del cinema directe, la pel·lícula proporciona informació sobre la reconeguda National Gallery de Londres, una de les galeries de pintura més completes i més visitades del món. El documental va ser nominat el 2015 al César al millor documental.

## Sinopsi
El documental mostra la National Gallery des de la perspectiva dels visitants i dels empleats de la casa i prescindeix de comentaris explicatius, entrevistes i una estructura narrativa lineal. El centre de la documentació són els propis quadres, que es presenten íntegrament i de prop, en conjunt o en extractes des de diferents perspectives i en diferents condicions d'il·luminació. Les escenes cinematogràfiques no tenen música de fons i transmeten el nivell de soroll real del museu.
Els empleats es mostren en el seu treball com a guies de museus, educadors de museus, restauradors, artesans, personal d'ordenança i de neteja o en les seves funcions de gestió responsable. D'aquesta manera es poden obtenir diferents coneixements sobre l'organisme de la institució que gestiona la col·lecció estatal de pintures i la posa a disposició del públic de franc.
Els guies del museu expliquen als visitants la tècnica pictòrica, les imatges i el significat de les pintures en funció del context històric. Als cursos, els educadors del museu acosten les persones amb discapacitat visual i els nens a les imatges. Els restauradors treballen en marcs i quadres amb una tècnica i precisió meticuloses. Quan es redissenyen les sales d'exposició, es parla de la il·luminació de les pintures. El personal de neteja garanteix la neteja i el personal de seguretat dirigeix el flux de visitants. Els comissaris planifiquen exposicions i el nivell de direcció pren decisions sobre qüestions internes i externes, l'ús del pressupost disponible i discuteix els conceptes de relacions públiques.
Les reaccions dels visitants a les pintures són un altre dels focus del documental. La càmera acompanya els visitants del museu en el seu recorregut per l'exposició de pintura i els mostra mirant les imatges. Els estudiants de les escoles artístiques es filmen fent els seus exercicis de pintura, així com els ballarins i poetes lírics que realitzen la seva obra davant dels quadres.
La seqüència d'imatges de l'interior de la National Gallery és interrompuda repetidament per escenes exteriors, des de l'animada Trafalgar Square i les cues de gent que espera davant del museu.

## Antecedents
National Gallery és el 38è documental de Wiseman, dedicat al funcionament intern d'una institució pública o privada i el quart que retrata una institució cultural europea després de la Comédie-Française, el ballet de l'Òpera de París i el Crazy Horse.
La idea de la National Gallery va sorgir el 2010 durant les vacances d'hivern de Wiseman. Va coincidir amb un executiu a la National Gallery a qui es va poder guanyar en el projecte cinematogràfic. Wiseman va romandre al museu durant un total de 12 setmanes el 2011 i el 2012; juntament amb el seu càmera de vídeo John Davey va produir 170 hores de material cinematogràfic. Segons les pròpies declaracions de Wiseman, el tall i processament de la matèria primera va trigar 14 mesos.
La pel·lícula va ser produïda per la productora francesa Idéale Audience en col·laboració amb Gallery Film. La producció també va rebre el suport financer del Public Broadcasting Service estatunidenc i del Servei Independent de Televisió. L'estrena va tenir lloc el 17 de maig de 2014 durant la Quinzaine des Réalisateurs del 67è Festival Internacional de Cinema de Canes.

## Recepció
La resposta de la premsa a la pel·lícula va ser molt bona. A Rotten Tomatoes, el 96% de les 57 ressenyes de pel·lícules són positives; la qualificació mitjana és de 8,5/10. A Metacritic, la pel·lícula va rebre 89 de 100 punts sobre un total de 21 crítiques.
El Süddeutsche Zeitung va descriure la pel·lícula com un homenatge a l'art i als seus intermediaris. La "vella obra" de Wiseman era "un recorregut coneixedor del famós museu londinenc, un curs intens de la història de l'art" i "una reflexió intel·ligent i apassionada sobre la comunicació i l'art". Die Zeit va escriure que aquell es va submergir "en el món del cinema […] gairebé com un llargmetratge clàssic" i va tenir la "impressió de contacte directe" amb el "microcosmos" de la National Gallery. El motiu d'això és la tècnica d'edició de Wiseman, que és "gairebé perceptible" i crea un flux tranquil entre els "fragments i imatges escènics i disposats lliurement" de la configuració de la càmera.
La premsa va percebre el focus temàtic de la pel·lícula de manera diferent. The New Yorker va escriure que l'"excel·lent documental analític" se centra en el "mandat educatiu autoimposat" del museu i mostra els "modes d'acció sense els quals cap museu avui pot sobreviure", però que canvien el "caràcter fonamental de la institució". No obstant això, Bert Rebhandl va comentar al Frankfurter Allgemeine Zeitung que el tema central de la pel·lícula era "com l'art es transforma en narrativa a través del llenguatge". A través de la postura neutral de Wiseman, a través de la seva presentació sense judici de les converses intensives dels empleats del museu davant de les "majestuoses" pintures mudes, la National Gallery és "una gran pel·lícula, completament a l'altura del tema". El New York Times, però, va veure l'èmfasi principal de la pel·lícula en il·lustrar el funcionament de l'art. En "brillants seqüències d'imatges", Wiseman mostra els "visitants del museu mirant els retrats". Les pintures recuperarien la vista i observarien "artistes, amants de l'art i visitants del museu", "com Wiseman […] ens torna a mirar a tots".
El portal Filmdienst va resumir que la "pel·lícula desperta" no només permet l'empatia amb les pintures, sinó que també té una rellevància per al present "en moure repetidament la interrelació de la imatge, l'espectador i la mirada al centre" i, per tant, fer-se més propera condensant una "intel·ligent reflexió mediàtica".

## Nominacions i premis
National Gallery va ser nominada al millor documental als premis Online Film Critics Society el 2014 i va rebre una nominació al premi del públic al Festival Internacional de Cinema de Chicago. El 2015, la pel·lícula va guanyar el segon lloc als Premis de la National Society of Film Critics al millor documental i també va ser nominada al César al millor documental.